# Never Let You Go
Never Let You Go is een nummer van de Noorse dj Kygo uit 2017, ingezongen door de Britse zanger John Newman. 
Het nummer werd in een paar Europese landen een klein hitje. In Kygo's thuisland Noorwegen haalde het een bescheiden 39e positie. In Nederland haalde het de eerste positie in de Tipparade.